# Vincent Barras
Pour les articles homonymes, voir Barras.
 (août 2022).
Vincent Barras, né le 8 novembre 1956 en Valais, est un médecin, historien, traducteur et performer suisse.

## Biographie
Entre 1974 et 1988, Vincent Barras obtient un diplôme de médecine, ainsi qu'une licence ès lettres de l'Université de Genève. Il acquiert une formation post-grade en histoire et philosophie des sciences à l'Université de Paris I en 1988, puis au Wellcome Institute for the History of Medicine à Londres en 1994. Vincent Barras s’oriente vers l’histoire de la médecine, rejoignant l’Institut Louis-Jeantet d’Histoire de la médecine de l'Université de Genève lors de sa création en 1990. En 1995, il est nommé professeur associé à l'Université de Lausanne, puis professeur ordinaire en 2001. Il est directeur jusqu'en 2022 de l’Institut des humanités en médecine ex-Institut universitaire d’Histoire de la médecine et de la santé, CHUV et Faculté de biologie et de médecine de l'Université de Lausanne. Il s’intéresse à plusieurs domaines de l’histoire de la médecine, incluant la médecine antique et celle des Lumières (le docteur Samuel Auguste Tissot en particulier), la psychiatrie mais également la médecine sociale et légale, la philosophie de la médecine. Il assure jusqu'en 2022 un enseignement d’histoire de la médecine aux étudiants de l’Université de Lausanne, ainsi qu'à la Haute École d'art et de design (HEAD) de Genève.
Il est l'auteur du livre Poésies Sonores avec Nicholas Zurbrugg en 1992, et publie également des essais dans des revues, catalogues et ouvrages spécialisés, portant sur la poésie, la musique, l’art contemporain, l’histoire de la médecine, du corps, de la psychiatrie. Éditeur de la revue puis des éditions Contrechamps, il organise entre 1987 et 2008 les soirées de poésie sonore dans le cadre de La Bâtie-Festival de Genève et de l'association Roaratorio. Il est également l'auteur de traductions d'ouvrages de Robert Lax, John Cage, Georges Séféris, Anton Webern, Simon Cutts, Edoardo Sanguineti, Galien, Eugen Gomringer, Nora Gomringer, Elke Erb, Steven Feld. Il développe également un travail d’écriture, de poésie sonore et de performance.

## Œuvres

### Œuvres sonores
- Au homard, LP, 1988 (avec Jacques Demierre)
- Homard et autres pièces inquiétantes et capitales (avec Jacques Demierre), CD, ASM, 2000
- gad gad vazo gadati (avec Jacques Demierre), CD, Madam/Héros-Limite, 2004
- voicing through saussure (avec Jacques Demierre), 3 CD, Bardem, 2013
- Karst, LP, (avec Abstral Compost, d’incise, Cyril Bondy, Luc Müller), Insub LP01, 2013

### Essais (art, littérature, poésie, culture)
- Vincent Barras (dir.) et Nicholas Zurbrugg (dir.), Poésies sonores, Genève, Éditions Contrechamps., 1993, 273 p. (ISBN 2-940068-00-3)
- Anastasia Danaé Lazaridis (dir.), Vincent Barras (dir.) et Terpsichore Birchler (dir.), Voukóleia : mélanges offerts au professeur Bertrand Bouvier, Genève, Édition de Belles-Lettres, 1995, 474 p.
- Vincent Barras et Jacques Demierre, Symptôme, Genève, École supérieure des Beaux-Arts, coll. « N’est-ce pas? » (no 6), 2006, 55 p. (ISBN 2-9700474-9-7)
- Jacques Gasser (dir.), Philippe Kaenel (dir.), Vincent Barras (dir.), Philippe Junod (dir.) et Olivier Mottaz (dir), Visions du rêve, Chêne-Bourg/Genève, Georg éditeur, 2002, 271 p. (ISBN 2-8257-0804-6)
- Vincent Barras (dir.), Anatomies : De Vésale au virtuel, Lausanne, BHMS Éditions, 2014, 103 p. (ISBN 978-2-9700640-9-1)
- Camille Noverraz, Gilles Monney et Vincent Barras, Pierre Decker : médecin et collectioneur, Lausanne, BHMS Éditions, coll. « Collection Hors-série », 2021, 239 p. (ISBN 978-2-940527-13-7)
- Vincent Barras, Mondes magiques : portrait d'Alexia Turlin, Lausanne, art&fiction, coll. « Portraits », 2023, 92 p. (ISBN 978-2-88964-060-7)

### Histoire de la médecine
- Galien, Vincent Barras (Introducteur et traducteur) et al., L'âme et ses passions, Paris, Les Belles Lettres, 1995, 155 p. (ISBN 2251339264)
- René Sigrist, Vincent Barras et Marc Ratcliff, Louis Jurine, chirurgien et naturaliste (1751-1819), Chêne-Bourg, Georg éditeur, coll. « Bibliothèque d'histoire des sciences (Georg) » (no 2), 1999, 494 p. (ISBN 978-2-825706-40-4)
- Micheline Louis-Courvoisier (dir.) et Vincent Barras (dir.), La médecine des Lumières : tout autour de Tissot, Georg éditeur, 2001, 358 p. (ISBN 978-2-82570-704-3)
- Marie-France Vouilloz Burnier et Vincent Barras, De l’hospice au réseau santé : Histoire de la santé publique et des systèmes hospitaliers en Valais, XIXe – XXe siècle, Sierre, Éditions Monographic, 2004, 442 p. (ISBN 978-2-88341-109-8)
- Maria Tavera, Vincent Barras, L’Hôpital de l’enfance : Histoire d’une institution pionnière de la pédiatrie suisse, BHMS Éditions, 2011, 200 p. (ISBN 978-2-9700640-3-9)
- Vincent Barras et Taline Garibian, Migration et système de santé vaudois, du 19e siècle à nos jours, BHMS Éditions, 2012, 72 p. (ISBN 978-2-970064-04-6)
- Vincent Barras (dir.) et Martin Dinges (dir.), Maladies en lettres,17e-21e siècles, BHMS Éditions, 2013, 270 p. (ISBN 978-2-9700536-5-1)
- Bertrand Graz, Corinne Fortier, Vincent Barras et Anne-Marie Moulin (traduction, présentation et notes), Recueil des vertus de la médecine ancienne, de Maqari : La médecine gréco-arabe en Mauritanie contemporaine, BHMS Éditions, 2017, 361 p. (ISBN 978-2-940527-05-2)
- Raphaël Hammer (dir.), Vincent Barras (dir.) et Manuel Pascual (dir.), Don et transplantation d’organes en Suisse : Enjeux historiques et sociologiques (1945-2020), Georg éditeur, 2021, 240 p. (ISBN 978-2-82571-227-6)
- Vincent Barras et Terpsichore Birchler (traduction, présentation et notes), Galien: Tempéraments. : Traités sur la composition des corps, BHMS Éditions, 2022, 334 p. (ISBN 978-2-940527-19-9)

## Sources
- Manon Germond, "Au service de la santé des enfants depuis 150 ans"[3].
- « Vincent Barras », sur la base de données des personnalités vaudoises sur la plateforme « Patrinum » de la Bibliothèque cantonale et universitaire de Lausanne.
- La médecine des Lumières, p. 349
- Festival Archipel 2010 Genève • biographie de Vincent Barras
- cipM - Auteurs : Vincent Barras
- Vincent Barras sur Culturactif